# Pennsboro
Pennsboro és una població dels Estats Units a l'estat de Virgínia de l'Oest. Segons el cens del 2000 tenia 1.199 habitants.

## Demografia
Segons el cens del 2000, Pennsboro tenia 1.199 habitants, 515 habitatges, i 340 famílies. La densitat de població era de 212,4 habitants per km².
Dels 515 habitatges en un 28,5% hi vivien nens de menys de 18 anys, en un 51,5% hi vivien parelles casades, en un 10,9% dones solteres, i en un 33,8% no eren unitats familiars. En el 30,3% dels habitatges hi vivien persones soles el 16,3% de les quals corresponia a persones de 65 anys o més que vivien soles. El nombre mitjà de persones vivint en cada habitatge era de 2,33 i el nombre mitjà de persones que vivien en cada família era de 2,89.
Per edats la població es repartia de la següent manera: un 22,9% tenia menys de 18 anys, un 7,8% entre 18 i 24, un 26,5% entre 25 i 44, un 25,9% de 45 a 60 i un 16,9% 65 anys o més.
L'edat mediana era de 40 anys. Per cada 100 dones de 18 o més anys hi havia 88,8 homes.
La renda mediana per habitatge era de 24.120 $ i la renda mediana per família de 30.313 $. Els homes tenien una renda mediana de 26.964 $ mentre que les dones 20.714 $. La renda per capita de la població era de 14.325 $. Entorn del 16,5% de les famílies i el 21,4% de la població estaven per davall del llindar de pobresa.

## Poblacions més properes
El següent diagrama mostra les poblacions més properes.